# Genom öknar till arvland
Genom öknar till arvland är en pjäs av August Strindberg från 1903. Pjäsen är den första delen i Den världshistoriska trilogin, och handlar om Moses.